# ویلموش کرتیس
ویلموش کرتیس (مجاری: Vilmos Kertész; ۲۱ مارس ۱۸۹۰ – ۱۵ سپتامبر ۱۹۶۲) بازیکن و مربی فوتبال اهل مجارستان بود.
از باشگاه‌هایی که در آن بازی کرده‌است می‌توان به باشگاه فوتبال ام‌تی‌کی بوداپست و باشگاه فوتبال آستریا وین اشاره کرد.
وی همچنین در تیم ملی فوتبال مجارستان بازی کرده‌است.